# Aminata Fall
Pour les articles homonymes, voir Aminata Fall (basket-ball) et Fall.
Aminata Fall, dite Garmi, est une chanteuse et comédienne sénégalaise, née le 29 janvier 1930 à Saint-Louis (Sénégal) et morte le 24 novembre 2002 à Saint-Louis (Sénégal). Aminata composait ses chansons de blues, de mbalax qu'elle transcrivait par des petits dessins.

## Biographie

### Enfance et formation
Née en 1930, elle est la fille de Garmy Ndiaye et de Saloum Fall.
« Depuis que je chante et Dieu sait depuis combien de temps, le public sénégalais a toujours apprécié mes chansons, ce qui m' encourage à continuer. Le public attend mes nouvelles chansons avec impatience. Quand je chante tout le monde applaudi. Le public adore ce que je fais. Enfant je vendais des cacahuètes devant le lycée Faidherbe et occasionnellement le cinéma. En matinée ou en soirée. J'ai ainsi pu voir des films avec d'excellents chanteurs comme Louis Armstrong, Mahalia Jackson, Aretha Franklin ou Tino Rossi » Ainsi s'exprime Aminata Fall dans Mambety Blues de Franck Schneider.

## Carrière artistique

### Chanteuse

#### Star Jazz de Saint-Louis
Après avoir été vendeuse de cacahuètes à l'entrée de cinéma, Aminata Fall débute en 1958 dans la musique à Saint Louis, dans l'orchestre Star jazz de Papa Samba Diop dit Mba qui anime Le cocotier un Club situé rue Neuville à Saint-Louis,,. Elle y reste pendant 8 ans, et s'y illustre avec deux chansons Yaye boye dédiée à sa mère et Mbeuguel. Sa parfaite maîtrise des negro spiritual du blues et du jazz lui vaut le surnom de "Mahalia Jackson sénégalaise".

#### Théâtre national Daniel-Sorano
En 1966, à l'appel du président Léopold Sédar Senghor, Aminata Fall quitte sa ville natale de Saint-Louis (Sénégal), pour rejoindre la capitale Dakar à l'occasion du 1er Festival mondial des arts nègres. D'abord prévu en 1961, 1963 et 1965, le premier festival s'est finalement tenu à Dakar du 1er au 24 avril 1966. Des personnalités de tous horizons y participent : André Malraux, Aimé Césaire, Jean Price-Mars, Duke Ellington, Joséphine Baker, Langston Hughes, Aminata Fall et bien d'autres. Tous les arts étaient représentés : arts plastiques, littérature, musique, danse, cinéma, etc. Un musée dynamique est spécialement construit pour la circonstance à Soumbédioune.
Elle rejoint l'Ensemble lyrique traditionnel du Théâtre national Daniel-Sorano inauguré le 17 juillet 1965 par le Président Léopold Sédar Senghor et dirigé par son neveu Maurice Sonar Senghor. Elle reste pensionnaire de cette troupe théâtrale jusque sa retraite. Pendant 20 ans, sa voix de contralto ou de mezzo-soprano fascine le public lors de tournées mondiales. 

#### Festivals
Du 21 juillet 1969 au 1er août 1969, elle participe au premier Festival panafricain d'Alger, parmi les artistes de cette première édition il y avait Myriam Makeba, Archie Shepp, Choukri Mesli, Barry White, Manu Dibango, Nina Simone et Ousmane Sembène. Les leaders africains du mouvement de libération et les Black Panthers des États-Unis étaient présents. William Klein y réalise un documentaire Festival panafricain d'Alger 1969.
Du 15 janvier 1977 au 12 février 1977, elle participe au 2e Festival mondial des arts nègres Festac '77 qui se déroule à Ikeja dans la banlieue de Lagos au Nigeria.
Le 14 avril 1994, en compagnie de Keur Gui, Aminata Fall se produit aux Anciens Comptoirs de Périssac, dans le cadre du Festival international de Jazz de Saint-Louis.
Du 19 mars 1996 au 30 mars 1996, Aminata Fall et la Compagnie Madior participent à la 24e édition du Grenoble Jazz Festival. Elle se produit au Cargo le 30 mars 1996 avec Eddie Palmieri. Le 6 avril 1996, dans le cadre d'une grande soirée Contes-Musiques, elle se produit avec la Compagnie Madior à Grenoble.
Le 5 juillet 1997, elle se produit dans la cour du couvent des Ursulines de Montpellier en clôture du Festival Montpellier Danse. Elle accompagne la chorégraphie du danseur Bernardo Montet et l'écrivain et dramaturge Pierre Guyotat récitant son texte Issê Tomossé. Le spectacle est également présenté au Théâtre de la Ville à Paris devant des publics mouvementés.
Elle se produit en 1998, après son opération, dans le cadre de la 6e édition du Festival international de Jazz de Saint-Louis du 3 juin 1998 au 6 juin 1998.

### Cinéma - Théâtre

#### Touki Bouki
En 1973, elle interprète le rôle de Magoné N'Diaye (tante Oumy) dans Touki Bouki (Le voyage de la hyène) de Djibril Diop Mambety. Aminata Fall rencontre Djibril Diop Mambety, qui ne faisait pas encore de cinéma, au Théâtre national Daniel-Sorano pour la pièce L'Exil d'Albory. Il a un projet de film et lui propose un rôle dans le film Touki Bouki. Le film est présenté à la Quinzaine des réalisateurs en marge du Festival de Cannes 1973. Il obtient le Prix International de la Critique au Festival international du film de Moscou 1973.
En 2008, sur une initiative de la World Cinema Foundation présidée par Martin Scorsese, coordonnée par Cécilia Cenciarelli (Cineteca di Bologna), une restauration du film a été exécutée par Gian Luca Farinelli (laboratoire L'immagine Ritrovata).

#### Bandits Cinéma
En 1992, dans Bandits Cinéma, le premier court-métrage de Bouna Medoune Seye, elle interprète, gracieusement en live, une de ses compositions Sandeye Ndongo. Selon son agent, Mamadou Gueye : « À travers cette chanson, le problème de la mendicité est remis sur la sellette. Le jeune garçon placé en éducation auprès d'un marabout (islam) est obligé pour se nourrir d'aller mendier. Les paroles qu'il prononce et, la déclame d'Aminata Fall font la chanson ». Lorsqu'il lui demande de jouer, Aminata Fall, vraiment souffrante, prend une aspirine, se rend sur le plateau de tournage et chante. Le film est récompensé par le Prix de la ville de Milan et le Prix Qualité du Centre National de Cinématographie (CNC).

#### Hyènes
En 1992, elle joue un petit rôle dans Hyènes de Djibril Diop Mambety. Elle fait partie des "Dames de Colobane".

#### Le Franc
En 1994, elle joue dans Le Franc, un moyen métrage de Djibril Diop Mambety, premier film de sa trilogie inachavée Histoire de petites Gens. Aminata Fall y interprète A cappella In the morning.

#### La vie à de longues jambes
En 1995 elle joue dans La vie à de longues jambes, le premier spectacle de la styliste sénégalaise Oumou Sy, dirigé et mise en scène par Jean-Michel Bruyère (La Fabriks), à l'Institut français Léopold Sédar Senghor. Les répétitions et les séances préparatoires ont lieu du 20 au 24 octobre 1995, et les représentations le 25 et 26 octobre 1995 à l'Institut français Léopold Sédar Senghor. Un enregistrement studio du spectacle est organisé à Paris, du 6 au 15 novembre. Bouna Medoune Seye réalise des films vidéos de cette pièce.
La diffusion du spectacle a lieu du 16 au 24 novembre 1995 au Théâtre de Saint Gervais à Genève, dans le cadre du Festival Black Movie de Genève.

#### Tableau Ferraille
En 1995, elle interprète une chanson constituant la musique du film Tableau Ferraille de Moussa Sène Absa.

## Documentaires

### An Alé
En 1990, Aminata Fall participe à un long métrage de la réalisatrice Irène Lichtenstein consacrée à Toto Bissainthe, L'Haïtienne, rencontre au Sénégal griots et artistes, pour un dialogue de mémoires à mémoires, sur l'esclavage, à travers les mots, la musique et la danse. Elle obtient le Prix Karl Lévêque du meilleur film "Images créoles" au Festival Vues d'Afrique de Montréal 1991.

### Mambety blues
En 1997, en compagnie de Ben Diogaye Beye (réalisateur), Moussa Sène Absa (réalisateur et peintre), et Ismaël Lo (musicien et acteur), Aminata Fall apparaît dans Mambety Blues, un court métrage du réalisateur Franck Schneider, consacré à un portrait de Wasis Diop (musicien, chanteur, acteur et directeur artistique).
Bouna Medoune Seye, dit d'elle : « Aminata Fall, voilà une femme, qui est pour moi une vraie Diva, et qu'on n'a jamais utilisé. Voilà une femme qui a une voix en or, qui dans n'importe quel pays développé, ou civilisé du Monde aurait fait une carrière internationale incroyable, et la voilà elle n'a jamais fait de disque, elle n'a jamais rien fait, juste des petits trucs, quand elle chante, moi j'ai la chair de poule. »

### Blues pour une Diva
En 1998, le réalisateur Moussa Sène Absa lui consacre un documentaire, Blues pour une Diva, et elle participe au Festival international de Jazz de Saint-Louis.

## Discographie
En mars 1992, Aminata Fall figure dans le premier album produit par l'Institut français Léopold Sédar Senghor, consacré au mbalax, Jazz et rap reflétant l'actualité musicale sénégalaise. L'album est distribué en décembre 1992, dans le 7e numéro, la Revue Noire, les participants sont : Abi N'dour – Borom Gall, Kassé Star – Aline Sitoe Diatta, Aminata Fall – Yaye Boye, Ker Gui – Dieupeul, Pape Niang – Diambar et Positive Black Soul – Bagn Bagn.
En décembre 1995, dans son 19e numéro, consacré au Sida, la Revue Noire produit un album A cappella des plus belles voix africaines, dont celle d'Aminata Fall, en compagnie de Papa Wemba, Monika Séka, Lulendo, Menwar, Lokua Kanza, Omar Pene, Mama Kouyaté, Bonga, Ray Lema, Cheb Mami, Henri Dikongué et Kaïssa Doumbé. Aminata Fall interprète une adaptation de sa chanson Taw ba Ngui nieuw pour les victimes du Sida.
En 1995, produit par Mamadou Konté d'Africa Fête et arrangée par Keur Gui sous la direction de l'ingénieur du son Philippe Brun assisté de Ndiaga N'dour, Aminata Fall enregistre sur K7, Kan Foré au Studio Xippi de Youssou N'dour, elle y interprète six de ses compositions.
Face A :
- Kan Foré (« Chant dans lequel elle met en valeur la bravoure et le courage d'un enfant, qui a réussi à tuer un lion qui terrorisait les populations dans le nord du Sénégal. Il s'en suivi une histoire d'amour, car il épousera une belle jeune fille du nom de Astou Ndiaye appartenant à une très grande famille. » - Mamadou Gueye).
- Taw ba Ngui nieuw (« L'eau c'est la vie, dit-on. Vérité ne peut être plus claire que celle-là. En Afrique l'eau est liée aux génies, presque dans toutes les zones. Dans cette chanson, Aminata demande la pluie, l'eau à Dieu et aux génies protecteurs censés détenir des forces sur l'eau des fleuves, des mers et du ciel. » - Mamadou Gueye).
- Boo ma rombée (« Un homme d'un certain âge demande la main d'une jeune fille, n'étant pas très sûr d'être aimé en retour, il promet une dot assez élevée, des gadgets et un voyage de noces. L'énumération des promesses est si pittoresque, qu'elle agrémente la beauté du morceau. » - Mamadou Gueye).

Face B : 
- Sandeye Ndongo (« À travers cette chanson, le problème de la mendicité est remis sur la sellette. Le jeune garçon placé en éducation auprès d'un marabout (islam) est obligé pour se nourrir d'aller mendier. Les paroles qu'il prononce et, la déclame d'Aminata Fall font la chanson. » - Mamadou Gueye).
- Yaye boye (« Un hommage à toutes les mères du Monde, ce chant dont les paroles font ressortir toutes les étapes que traverse l'enfant jusqu'à son adolescence sous la protection de sa maman, est un acte de reconnaissance à l'endroit de la femme. » - Mamadou Gueye).
- Gane Dou Deuk (« Elle dénonce l'apartheid et l'esclavage, retraçant d'une manière dont elle seule garde le secret, la situation telle qu'elle était vécue à Gorée. » - Mamadou Gueye).

Elle est accompagnée par Viviane Chidid du Groupe Keur Gui (vocal), Cheikh Bâ (claviers), Doudou Bâ (basse), Abdourahim Ngom (percussions), Assane Thiam (tama), Ndakhté Ndiaye (batterie) et Doudou Konaté (guitare).

## Fin de vie
Aminata Fall est nommée au grade de "Chevalier" dans l'Ordre des Arts et des Lettres pour l'année 2000.
La chanteuse souffrait depuis les années 1990 d’une longue et douloureuse maladie paralysant peu à peu ses membres. En 1997, une opération en France, est rendue possible grâce aux concours d'artistes sénégalais, qui avaient organisé le 21 avril 1997 un concert de solidarité à l'Institut français Léopold Sédar Senghor.
Le 3 août 2000, dans son no 2199 du journal Sud Quotidien de Dakar, Hawa Bousso titrant "Sos pour Aminata Fall" lance un appel pressant à l'ensemble de la communauté artistique et à l'État du Sénégal pour la prise en charge des frais d'hospitalisation de Fall. Elle est internée dans un état critique (avec le pied gauche entièrement infecté), au pavillon des opérés récents de l'hôpital Principal de Dakar. Seul l'Ipress étant venu au secours de l'artiste. À partir de 2001, elle se déplace en chaise roulante.
Elle meurt dans la nuit du 24 novembre 2002, entourée de ses enfants, dans sa maison familiale du quartier Gokhou Mbathie à Saint-Louis (Sénégal). Aminata Fall repose au cimetière de Thiaka Ndiaye,.